# Palbocyklib
Palbocyklib (łac. palbociclibum) – lek przeciwnowotworowy należący do inhibitorów kinaz zależnych od cyklin CDK4 i CDK6 stosowany w leczeniu zaawansowanego raka piersi.

## Mechanizm działania
Fizjologicznie podziały komórek są regulowane przez liczne sygnały mitogenne (indukujące mitozę) oraz sygnały hamujące wzrost i podziały. Cykl komórkowy składa się interfazy (złożonej z fazy G1, fazy S i fazy G2) oraz fazy M, podczas której dochodzi do podziału jądra komórkowego i cytoplazmy. Cykl komórkowy jest kontrolowany przez liczne złożone mechanizmy, które warunkują wykrywanie i naprawę DNA oraz uporządkowany, sekwencyjny przebieg tego procesu. Przejście komórki z fazy G1 do fazy S wymaga przejścia przez punkt restrykcyjny, który jest ściśle regulowany przez białko supresorowe RB. Nieufosforylowane białko RB hamuje progresję cyklu komórkowego poprzez związanie czynnika transkrypcyjnego E2F, który jest niezbędny do przejścia do cyklu komórkowego do fazy S. W przypadku dominowania sygnałów mitogennych dochodzi do wzrostu stężenia cykliny D i powstania kompleksów z CDK4/6. Cyklina D związana z CDK4/6 posiada aktywność fosforylacji białka RB, które inaktywuje te białko. Pozwala to oddysocjować od niego czynnik E2F i umożliwić jego funkcję czynnika transkrypcyjnego.
Zaburzenia szlaku cyklina D-CDK4/6-p16INK4a-Rb są obserwowane w licznych nowotworach złośliwych, w tym czerniaku, nowotworach głowy i szyi, niedrobnokomórkowym raku płuca i glejaku wielopostaciowym. Zaburzenia tego szlaku są również częstym zjawiskiem w raku piersi.
Utrata ekspresji RB jest obserwowana w 20–35% przypadkach raka piersi, częściej jest związana z potrójnie ujemnym rakiem piersi (ER− PgR− HER2−). Jednak większość guzów zachowuje funkcjonalne białko RB i w tych nowotworach do progresji cyklu komórkowego konieczna jest fosforylacja RB za pomocą szlaku CDK4/6-cyklina D. Do zaburzeń szlaku cyklina D-CDK4/6 może dochodzić w wyniku wzrostu aktywności cykliny D lub CDK4/6. Amplifikacja genu CCND1 kodującego cyklinę D jest stwierdzana w 29% przypadkach raka luminalnego A, 58% przypadków raka luminalnego B i 38% przypadków raka HER2+. Z kolei zyskanie dodatkowej kopii genu CDK4 stwierdza się w 14% przypadkach raka luminalnego A, 25% przypadków raka luminalnego B i 24% przypadków raka HER2+. Częstym zjawiskiem wpływającym na szlak cyklina D-CDK4/6-p16INK4a-Rb jest inaktywacja genu supresorowego p16 (p16INK4a) pełniącego również funkcję inhibitora CDK, które jak się ocenia towarzyszy około 50% przypadkom inwazyjnego raka piersi.
W luminalnym raku piersi (wykazującym ekspresję ER) szlak zależny od receptora estrogenowego nasila ekspresję genu kodującego cyklinę D, a także dochodzi do regulacji w górę CDK4/6. Podobnie w rakach z mutacją genu ERBB2 kodującego receptor HER2 albo z mutacją aktywującą PIK3CA dochodzi do zwiększenia aktywności szlaku HER2-PI3K-AKT i podwyższenia stężenia cykliny D.
Palbocyklib jest wysoce selektywnym odwracalnym inhibitorem kinaz zależnych od cyklin CDK4 i CDK6. Lek poprzez blokadę aktywności kinazy CDK4/6 uniemożliwia fosforylację białka RB i uwolnienie czynnika E2F, co skutkuje zatrzymaniem cyklu komórkowego w fazie G1 i zatrzymaniem podziałów wzrostu nowotworu.

## Wskazania
Palbocyklib stosuje się w leczeniu zaawansowanego miejscowo lub przerzutowego ER+ HER2− raka piersi w skojarzeniu z inhibitorem aromatazy w ramach I linii leczenia lub w skojarzeniu z fulwestrantem po uprzedniej hormonoterapii (II linia leczenia). U kobiet w wieku przedmenopauzalnym lub okołomenopauzalnym leczenie stosuje się w skojarzeniu z agonistą LHRH.

## Przeciwwskazania
Palbocyklib jest przeciwwskazany w przypadku nadwrażliwości na substancję czynną lub dowolną substancję pomocniczą.

## Badania kliniczne
Skuteczność palbocyklibu została wykazana w kilku badaniach klinicznych II i III fazy. Badanie PALOMA-2 oceniało skuteczność leku u kobiet po menopauzie, które nie otrzymywały wcześniej leczenia systemowego z powodu leczenia choroby zaawansowanej. Z kolei badanie PALOMA-3 badało skuteczność palbocyklibu u kobiet z progresją choroby po wcześniejszej hormonoterapii I linii.
W randomizowanym, wieloośrodkowym badaniu III fazy PALOMA-2 666 chorych po menopauzie z ER-dodatnim HER2-ujemnym miejscowo zaawansowanym lub przerzutowym rakiem piersi oceniono skuteczność palbocyklibu w skojarzeniu z letrozolem w porównaniu letrozolu w skojarzeniu z placebo (monoterapia letrozolem). Chore stratyfikowano ze względu na obecność przerzutów narządowych i ich brak, czasu wolnego od choroby od czasu leczenia neoadiuwantowego lub adiuwantowego (czas poniżej lub równy 12 miesięcy lub powyżej 12 miesięcy), a także stosowania lub niestosowania wcześniej hormonoterapii w ramach leczenia neoadiuwantowego lub adiuwantowego. Z badania wykluczono chore z zaawansowanym rozsiewem do narządów trzewnych o wysokim ryzyku wystąpienia poważnych, zagrażających życiu powikłań, w tym z zajęciem ponad 50% miąższu wątroby, zapaleniem naczyń chłonnych płucnych oraz wysiękiem do jamy opłucnej, osierdzia lub otrzewnej. Pierwszorzędowym punktem końcowym badania klinicznego była poprawa przeżycia wolnego od progresji (PFS), a drugorzędowymi punktami końcowymi były odsetek odpowiedzi (ORR) oraz bezpieczeństwo leczenia. Leczenie było prowadzone do czasu progresji, nasilenia objawów choroby, nieakceptowalnej toksyczności lub wycofania zgody na badanie. Po odpowiednim okresie obserwacji wykazano, że połączenie palbocyklibu z letrozolem w porównaniu do letrozolu z placebo znacząco poprawia medianę przeżycia wolnego od progresji (PFS), które wynosiło odpowiednio 24,8 miesiąca w grupie otrzymującej palbocyklib z letrozolem oraz 14,5 miesiąca w grupie otrzymującej letrozol z placebo. Poprawę przeżycia wolnego od progresji zaobserwowano we wszystkich badanych podgrupach. Najczęściej stwierdzanymi istotnymi toksycznościami (stopień 3 i 4) były neutropenia, leukopenia, niedokrwistość i osłabienie.
W randomizowanym, wieloośrodkowym badaniu PALOMA-3 oceniono skuteczność palbocyklibu w skojarzeniu z fulwestrantem w porównaniu do monoterapii fulwestrantem. Do badania włączono kobiety w okresie przedmenopauzalnym lub pomenopauzalnym, u których doszło do progresji w trakcie lub w ciągu 12 miesięcy od zakończenia hormonoterapii w ramach leczenia uzupełniającego albo doszło do progresji w trakcie hormonoterapii w zaawansowanym i przerzutowym ER-dodatnim HER2-ujemnym raku piersi. Następnie chore losowo przydzielono do grupy otrzymującej palbocyklib z fulwestrantem lub do grupy otrzymującej fulwestrant z placebo. Chore przed menopauzą musiały otrzymywać analogi gonadoliberyny. W grupie chorych z zaawansowanym rakiem piersi dopuszczalne było wcześniejsze stosowanie jednej linii chemioterapii. Z badania wyłączono chore z niekontrolowanymi leczeniem przerzutami do mózgu, obecnością objawowego rozsiewu do trzewi z ryzykiem zagrażających życiu powikłań, chore wcześniej stosujące fulwestrant lub inhibitory CDK4/6. Leczenie było prowadzone do czasu progresji, nasilenia objawów choroby, nieakceptowalnej toksyczności lub wycofania zgody na badanie. Pierwszorzędowym punktem końcowym badania klinicznego był czas przeżycia wolny od progresji (PFS), a drugorzędowymi punktami końcowymi były odsetek odpowiedzi (OR), odsetek korzyści klinicznych (CBR), czas przeżycia całkowitego (OS) oraz bezpieczeństwo leczenia.
Po odpowiednim okresie obserwacji w grupie otrzymującej połączenie palbocyklibu z fulwestrantem stwierdzono poprawę mediany przeżycia wolnego od progresji w porównaniu do grupy otrzymującej wyłączenie fulwestrant, którego mediany wynosiły odpowiednio 11,2 miesiąca w grupie otrzymującej palbocyklibu z fulwestrantem i 4,6 miesiąca w grupie otrzymującej fulwestrant z placebo (punkt odcięcia danych z 23 października 2015). Korzyści obserwowano we wszystkich statyfikowanych grupach chorych, w tym u kobiet w okresie przedmenopauzalnym, okołomenopauzalnym, pomenopauzalnym, chorych z przerzutami do narządów trzewnych i bez przerzutów do narządów trzewnych. Stwierdzono również poprawę drugorzędowych punktów końcowych obejmujących odsetek odpowiedzi (21% dla palbocyklibu i fulwestrantu i 8,6% dla fulwestrantu według punktu odcięcia danych z 23 października 2015) i odsetek korzyści klinicznych (66,3% dla palbocyklibu i fulwestrantu i 39,7% dla fulwestrantu według punktu odcięcia danych z 23 października 2015). W analizie wyników badania z 2016 nie opublikowano wyników oceny mediany przeżycia całkowitego, której ocena pozostawała w toku.

## Dawkowanie
Lek przyjmuje się w dawce 125 mg raz dziennie przez kolejne 21 dni leczenia, po których następuje 7 dni przerwy w leczeniu (28 dniowy cykl leczenia). Lek przyjmuje się o stałej porze podczas posiłku. W przypadku pominięcia dawki lub wymiotów nie przyjmuje się dodatkowej dawki w tym samym dniu, a kolejną dawkę przyjmuje się o zwykłej porze.

## Farmakokinetyka
Palbocyklib przyjmuje się doustnie. Maksymalne stężenie leku jest osiągane w ciągu 6–12 godzin od przyjęcia. Średnia bezwzględna biodostępność wynosi 46%. Palbocyklib w osoczu w 85% wiąże się z białkami. Lek w znacznym stopniu jest metabolizowany w wątrobie, ważną rolę w jego metabolizmie pełnią CYP3A i SULT2A1. Palbocyklib jest w większości eliminowany w postaci metabolitów, głównie wraz z kałem.

## Interakcje
Palbocyklib przede wszystkim jest metabolizowany przez CYP3A i sulfotransferazę SULT2A1. Zaleca się unikania jednoczesnego stosowania silnych inhibitorów CYP3A (klarytromycyna, indynawir, itrakonazol, ketokonazol, worykonazol, posakonazol, nefazodon, lopinawir, nelfinawir, sakwinawir, telaprewir, telitromycyna, sok grejpfrutowy). Zaleca się unikania jednoczesnego stosowania silnych induktorów CYP3A (karbamazepina, enzalutamid, fenytoinaa, ryfampicyna i ziele dziurawca zwyczajnego).

## Działania niepożądane
Do działań niepożądanych leku należy:
- bardzo często[a]: zakażenia, neutropenia, leukopenia, niedokrwistość, małopłytkowość, zmniejszenie apetytu, zapalenie jamy ustnej, nudności, biegunka, wymioty, wysypka, łysienie, zmęczenie
- często[b]: gorączka neutropeniczna, zaburzenia smaku, suchość skóry, niewyraźne widzenie, zwiększone łzawienie, zespół suchego oka, krwawienie z nosa, astenia, gorączka, zwiększenie aktywności aminotransferazy asparaginianowej, zwiększenie aktywności aminotransferazy alaninowej.